# Mark Price
William Mark Price (Bartlesville, 15 de fevereiro de 1964) é um treinador e ex-basquetebolista norte-americano que atuava como armador na NBA.
Ídolo do Cleveland Cavaliers, foi quatro vezes selecionado para o NBA All-Star Game e NBA All-Team, vencendo em 1993 e 1994, o NBA Three-Point Contest. Com a Seleção Americana, conquistou o Campeonato Mundial de 1994 no Canadá. Em 2016, foi nomeado um dos 100 Maiores Jogadores da História pela ESPN.

## Carreira

### Como Jogador
Price foi adquirido em 1986 pelo Cleveland Cavaliers, através de uma troca com o Dallas Mavericks no Draft da NBA. Price jogou nove temporadas pelo Cleveland Cavaliers entre 1986 e 1995, sendo em quatro delas selecionado para o NBA All-Star Game e NBA All-Team (1989, 1992-1994). Ao lado de Brad Daugherty e Larry Nance, liderou o Cleveland Cavaliers em sete Playoffs da NBA (1988-1990, 1992-1995) e as finais da Conferência Leste em 1992, onde foram derrotados pelo Chicago Bulls de Michael Jordan. Price acumulou 9.543 pontos, 4.206 assistências e 734 roubos de bola em 582 jogos pelo Cleveland Cavaliers.
Após sua marcante passagem em Cleveland, Price jogou pelo Washington Bullets, Golden State Warriors e Orlando Magic. Se aposentou cedo do basquetebol, aos 33 anos de idade em 1998, devido as inúmeras lesões que havia sofrendo com frequência na NBA. Price acumulou 10.989 pontos, 4.863 assistências e 860 roubos de bola em 722 jogos na NBA. Jogando pela Seleção Americana, ganhou a medalha de ouro nos Jogos Pan-Americanos de 1983 e no Campeonato Mundial de 1994. Sua camisa de número 25 foi retirada pelo Cleveland Cavaliers em 1999.

### Pós-Aposentadoria
Price era conhecido como um dos arremessadores mais consistentes da NBA, terminando sua carreira com 90% de aproveitamento nos lances livres e 40% de aproveitamento nos arremessos de três pontos. Em 1993 e 1994, venceu o NBA Three-Point Contest, sendo o segundo jogador da história a fazer parte do NBA 50-40-90 Club em 1989. Após sua aposentadoria das quadras, muitas equipes o convidaram para trabalhar como consultor, treinador de arremessos e até mesmo assistente técnico, devido à sua vasta experiência na NBA.
Price trabalhou como consultor do Denver Nuggets em 2003, treinador de arremessos do Memphis Grizzlies entre 2007-2008, treinador de arremessos do Atlanta Hawks entre 2008-2010, treinador de arremessos de Rajon Rondo (Boston Celtics) em 2010, assistente técnico do Golden State Warriors entre 2010-2011, assistente técnico do Orlando Magic entre 2011-2012, assistente técnico do Charlotte Hornets entre 2013-2015 e assistente técnico do Denver Nuggets entre 2018-2019. Em 2003, trabalhou como comentarista de televisão para o Cleveland Cavaliers e Atlanta Hawks.

## Estatísticas na NBA
|  | Líder da Liga |

### Temporada Regular
| Ano      | Equipe    | PJ  | PT  | MPJ  | AP   | 3P   | LL    | RT  | AS   | BR  | TO  | PPJ  |
| -------- | --------- | --- | --- | ---- | ---- | ---- | ----- | --- | ---- | --- | --- | ---- |
| 1986-87  | Cavaliers | 67  | 0   | 18.2 | .408 | .329 | .833  | 1.7 | 3.0  | 0.6 | 0.1 | 6.9  |
| 1987-88  | Cavaliers | 80  | 79  | 32.8 | .506 | .486 | .877  | 2.3 | 6.0  | 1.2 | 0.2 | 16.0 |
| 1988-89  | Cavaliers | 75  | 74  | 36.4 | .526 | .441 | .901  | 3.0 | 8.4  | 1.5 | 0.1 | 18.9 |
| 1989-90  | Cavaliers | 73  | 73  | 37.1 | .459 | .406 | .888  | 3.4 | 9.1  | 1.6 | 0.1 | 19.6 |
| 1990-91  | Cavaliers | 16  | 16  | 35.7 | .497 | .340 | .952  | 2.8 | 10.4 | 2.6 | 0.1 | 16.9 |
| 1991-92  | Cavaliers | 72  | 72  | 29.7 | .488 | .387 | .947  | 2.4 | 7.4  | 1.3 | 0.2 | 17.3 |
| 1992-93  | Cavaliers | 75  | 74  | 31.7 | .484 | .416 | .948  | 2.7 | 8.0  | 1.2 | 0.1 | 18.2 |
| 1993-94  | Cavaliers | 76  | 73  | 31.4 | .478 | .397 | .888  | 3.0 | 7.8  | 1.4 | 0.1 | 17.3 |
| 1994-95  | Cavaliers | 48  | 34  | 28.6 | .413 | .407 | .914  | 2.3 | 7.0  | 0.7 | 0.1 | 15.8 |
| Total    | Cavaliers | 582 | 495 | 31.1 | .479 | .409 | .906  | 2.6 | 7.2  | 1.3 | 0.1 | 16.4 |
| 1995-96  | Bullets   | 7   | 1   | 18.1 | .300 | .333 | 1.000 | 1.0 | 2.6  | 0.9 | 0.0 | 8.0  |
| 1996-97  | Warriors  | 70  | 49  | 26.8 | .447 | .396 | .906  | 2.6 | 4.9  | 1.0 | 0.0 | 11.3 |
| 1997-98  | Magic     | 63  | 33  | 22.7 | .431 | .335 | .845  | 2.0 | 4.7  | 0.8 | 0.1 | 9.5  |
| Carreira | Carreira  | 722 | 578 | 29.9 | .472 | .402 | .904  | 2.6 | 6.7  | 1.2 | 0.1 | 15.2 |
| All-Star | All-Star  | 4   | 0   | 20.0 | .514 | .474 | .900  | 1.5 | 3.2  | 1.2 | 0.2 | 13.5 |

### Playoffs
| Ano      | Equipe    | PJ | PT | MPJ  | AP   | 3P   | LL    | RT  | AS  | BR  | TO  | PPJ  |
| -------- | --------- | -- | -- | ---- | ---- | ---- | ----- | --- | --- | --- | --- | ---- |
| 1987-88  | Cavaliers | 5  | 5  | 41.0 | .567 | .417 | .960  | 3.6 | 7.6 | 0.6 | 0.0 | 21.0 |
| 1988-89  | Cavaliers | 4  | 4  | 39.5 | .386 | .375 | .933  | 3.3 | 5.5 | 0.8 | 0.0 | 16.0 |
| 1989-90  | Cavaliers | 5  | 5  | 38.4 | .525 | .353 | 1.000 | 2.8 | 8.8 | 1.8 | 0.2 | 20.0 |
| 1991-92  | Cavaliers | 17 | 17 | 35.5 | .496 | .362 | .904  | 2.5 | 7.5 | 1.4 | 0.2 | 19.2 |
| 1992-93  | Cavaliers | 9  | 9  | 32.0 | .443 | .308 | .958  | 2.1 | 6.1 | 1.7 | 0.0 | 13.0 |
| 1993-94  | Cavaliers | 3  | 3  | 34.0 | .349 | .222 | .929  | 2.0 | 4.7 | 1.3 | 0.0 | 15.0 |
| 1994-95  | Cavaliers | 4  | 4  | 35.8 | .300 | .235 | .970  | 3.0 | 6.5 | 1.5 | 0.0 | 15.0 |
| Carreira | Carreira  | 47 | 47 | 36.0 | .464 | .337 | .944  | 2.6 | 7.0 | 1.4 | 0.1 | 17.4 |

## Prêmios e Homenagens
- National Basketball Association:
  - NBA 50-40-90 Club: 1989
  - 2x NBA Three-Point Contest Champion: 1993 e 1994
  - 4x NBA All-Star: 1989, 1992, 1993 e 1994
  - 4x All-NBA Team:
    - Primeiro Time: 1993
    - Terceiro Time: 1989, 1992 e 1994
- Seleção dos Estados Unidos:
  - Campeonato Mundial:
    -  Medalha de Ouro: 1994

  - Jogos Pan-Americanos:
    -  Medalha de Ouro: 1983